# Psycho Soldier (système d'arcade)
Pour le jeu, voir Psycho Soldier.
Le Psycho Soldier est un système de jeu vidéo d'arcade, commercialisé en 1986 par la société SNK.

## Description
Sur ce système appelé Psycho Soldier et sorti en 1986, SNK utilise encore des processeurs Zilog. Il est composé de deux PCB reliées entre elles et fixées l'une à l'autre par le biais de petites entretoises. Trois Zilog Z80 sont implémentés, deux en tant que processeur principal et un gérant le son. Deux puces sonores sont adjointes au processeur, une Yamaha YM3526 (sauf pour Touch Down Fever 2 et en lieu et place un YM3812 pour Copper I) et une Yamaha Y8950.
Le système Psycho Soldier va connaitre son petit succès. La durée de vie du système augmente et des jeux notables sortent, comme la suite d'Ikari Warriors, Psycho Soldier, Chopper I ou Guerrilla War.

## Spécifications techniques

### Processeur
- Processeur central : 2 × Zilog Z80 cadencé à 4 MHz

### Affichage
- Résolution :
  - 224 x 384
  - 384 x 224
- Palette couleurs : 1024 couleurs

### Audio
- Processeur sonore : Zilog Z80 cadencé à 4 MHz
- Puces audio :
  - Yamaha YM3526 cadencé à 4 MHz (Sauf pour Touch Down Fever 2 et Chopper I)
  - Yamaha YM3812 cadencé à 4 MHz (Chopper I uniquement)
  - Yamaha Y8950 cadencé à 4 MHz
- Capacités audio : Mono

## Liste des jeux
| Titre              | Développeur | Éditeur | Genre | Année |
| ------------------ | ----------- | ------- | ----- | ----- |
| Chopper I          | SNK         | SNK     |       | 1988  |
| Guerrilla War      | SNK         | SNK     |       | 1987  |
| Psycho Soldier     | SNK         | SNK     |       | 1987  |
| TouchDown Fever    | SNK         | SNK     |       | 1988  |
| TouchDown Fever II | SNK         | SNK     |       | 1987  |
| Victory Road       | SNK         | SNK     |       | 1986  |